# 석남동 (서산시)
석남동(石南洞)은 대한민국 충청남도 서산시의 동이다.

## 개요
석남동은 서산시의 시내 중심부로부터 1 km 정도 떨어진 곳에 위치하고 있으며, 동쪽으로는 수석동과 경계를 이루고 있고, 서쪽으로는 인지면과 경계를 이루고 있으며, 남쪽으로는 해미면과 북쪽으로는 부춘동과 접경하고 있는 지역이다. 5개동 전체 면적의 52%, 경지 면적의 60.2%를 차지하고 있고 계속된 아파트 입주로 인구가 지속적으로 증가하여 행정 수요가 많은 도·농 복합형의 도시구조를 가지고 있으며 쓰레기 위생매립장과 하수종말처리장 등 환경시설이 위치하고 최근 서민 아파트 신축과 택지개발, 주변 하천인 청지천 개발 등으로 주거 도시로서 눈부시게 발전하고 있는 지역이다.

## 연혁
- 1910년 : 당시 율곶면(栗串面)내에 죽성(竹城)리, 양대(良垈)리, 군내면 (郡內面)내에 예천(禮川)리, 대사동면(大寺洞面) 내에 석남(石南)리의 4개리로 이루어짐.
- 1914년 : 4개 면이 통합되어 서산군 서령면으로 개칭되어 이에 편입.
- 1942년 10월 : 서산면이 서산읍으로 승격, 서산읍에 편입.
- 1989년 1월 1일 : 서산읍이 서산시로 승격되면서 석남동을 설치하고 4개의 법정동(석남동, 예천동, 죽성동, 양대동)을 둠.
- 1995년 1월 1일 : 서산시·군이 통합
- 1998년 10월 13일 : 소규모 동의 통폐합 조치에 따라 오산동을 석남동에 통합.[2]

## 법정동
- 석남동
- 예천동
- 죽성동
- 양대동
- 오남동
- 장동
- 덕지천동

## 교육
- 서림초등학교
- 서령초등학교
- 오산초등학교
- 서산중학교

## 아파트
| 단지명                              | 건설사                | 시행사         | 주소        | 주소   | 입주        | 비고     |
| ----------------------------------- | --------------------- | -------------- | ----------- | ------ | ----------- | -------- |
| 예천 현대                           | 현대건설              | 현대건설       |             | 예천동 | 1999년 4월  |          |
| 예천 푸르지오                       | 대우건설              | 대우건설       |             | 예천동 | 2013년 11월 |          |
| 서산 푸르지오 더 센트럴             | 대우건설              | ㈜하나자산신탁 |             | 예천동 | 2023년 9월  |          |
| 예천 한성필하우스                   | ㈜한성건설            | ㈜한성건설     |             | 예천동 | 2012년 10월 |          |
| 서산예천 해링턴플레이스             | ㈜효성 진흥기업       | ㈜신화건영     | 예천3로 43  | 예천동 | 2016년 10월 |          |
| 서산예천2지구 중흥S-클래스 더퍼스트 | 중흥건설              | 중흥건설       | 예천5로 32  | 예천동 | 2021년 2월  |          |
| e편한세상 서산 예천                 | 대림산업              | ㈜빌더스개발   | 동서1로 230 | 예천동 | 2017년 2월  |          |
| 예천주공 1단지                      | 요진산업㈜            | 대한주택공사   | 예천1로 23  | 예천동 | 2006년 7월  | 국민임대 |
| 예천주공 2단지                      | 씨앤우방㈜            | 대한주택공사   | 예천3로 10  | 예천동 | 2007년 7월  | 국민임대 |
| 석남센스빌 주공                     | 벽산건설㈜ 영남건설㈜ | 대한주택공사   | 동서1로 130 | 석남동 | 2003년 6월  |          |